# Arthur Everitt
Arthur Francis Graham Everitt (* 27. August 1872 in London; † 10. Januar 1952 in Oxford) war ein britischer Degenfechter.

## Erfolge
Arthur Everitt nahm an den Olympischen Spielen 1912 in Stockholm teil, bei denen er sich mit Edgar Amphlett, John Blake, Percival Davson, Sydney Martineau, Martin Holt, Robert Montgomerie und Edgar Seligman die Silbermedaille im Mannschaftswettbewerb mit dem Degen sicherte. Im Einzel schied er in der zweiten Vorrunde aus.